# Lady Susan
Lady Susan is een korte briefroman van Jane Austen, mogelijk geschreven in 1794. Jane Austen heeft het werk nooit naar een uitgever verzonden: de roman werd pas in 1871 uitgegeven. De roman vormt een van haar vroege, maar wel complete werken en beschrijft het gekonkel van Lady Susan Vernon. 

## Samenvatting
De mooie Lady Susan Vernon, onlangs weduwe geworden, bezoekt vrijwel onaangekondigd haar broer en schoonzus Charles en Catherine Vernon op Churchill, hun landhuis. Catherine is in het geheel niet ingenomen met haar bezoek, omdat Lady Susan heeft geprobeerd haar huwelijk met Charles te voorkomen en hun ongewenste gast 'de grootste flirt van Engeland' wordt genoemd. Een van haar veroveringen is de gehuwde heer Manwaring.
Catharines broer Reginald de Courcy arriveert een week later en ondanks Catherines ondubbelzinnige waarschuwingen voor Lady Susans karakter, komt hij gauw in haar macht. Ze speelt met zijn genegenheid, voor haar eigen plezier en later ook vanwege de ongerustheid van haar schoonzus. Mevrouw Alicia Johnson is Lady Susans vertrouwelinge; met wie ze vaak brieven wisselt. Deze adviseert haar de zeer geschikte Reginald te trouwen, maar Lady Susan vindt hem duidelijk tweederangs ten opzichte van Manwaring.
De dochter van Lady Susan, Frederica, probeert van school weg te lopen wanneer ze hoort van haar moeders plan om haar uit te huwelijken aan Sir James Martin, een rijke, maar simpele man van wie ze een afkeer heeft. De school wil haar niet terugnemen, waardoor ook zij komt te logeren op Churchill. Frederica's karakter is totaal verschillend van dat van Lady Susan en Catherine gaat van haar houden. Terwijl de tijd verstrijkt merkt ze Federica's groeiende liefde voor Reginald op, die daar blind voor is. Hij ziet haar alleen zoals zij door haar moeder beschreven wordt.
Dan komt Sir James Martin, Frederica's ongewenste minnaar, onuitgenodigd langs, tot ergernis van haar moeder. Frederica raakt van streek en vraagt Reginald uit wanhoop om hulp. Lady Susan heeft Frederica namelijk verboden om zich tot Charles of Catherine te wenden. Dit leidt tot een tijdelijke breuk tussen Reginald en Lady Susan, maar zij herstelt de relatie gauw.
Lady Susan besluit terug te keren naar Londen en daar haar dochter uit te huwelijken aan Sir James. Reginald volgt haar, nog steeds betoverd door haar charmes. Hij is van plan om met haar te trouwen, maar ontmoet mevrouw Manwaring bij meneer Johnson. Daar leert hij haar werkelijke karakter kennen. Lady Susan trouwt uiteindelijk zelf met Sir James en staat toe dat Frederica bij Charles en Catherine op Churchill blijft wonen. Daar proberen Catherine en haar moeder er uiteindelijk voor te zorgen dat Reginald haar gaat zien als een mogelijk echtgenote, nadat hij is bijgekomen van de slag die Lady Susan hem heeft toegebracht.

## Belangrijkste personages
- Lady Susan Vernon is 35 of 36 jaar oud en de dochter van een Earl. Sinds een paar maanden is ze weduwe. Ze staat bekend als een enorme flirt die zowel ongehuwde als gehuwde mannen verleidt. Omdat ze na het overlijden van haar man in financiële moeilijkheden is gekomen, gebruikt ze verleiding om haar doelen te bereiken en in grootste staat te kunnen blijven leven. Als weduwe en moeder wil ze haar dochter Frederica uithuwelijken aan een rijke man en zelf met een nog betere partij trouwen. Ze minacht haar dochter Frederica, die ze stom en koppig vindt. Catherine Vernon beschrijft Lady Susan als 'echt buitengewoon knap. (...) Ik voor mij moet zeggen dat ik zelden zo'n lieftallige vrouw heb ontmoet als Lady Susan. Ze heeft een tere, blanke huid, mooie grijze ogen en donkere wimpers en op grond van haar uiterlijk zou men haar niet ouder dan vijfentwintig schatten, hoewel ze in werkelijkheid tien jaar ouder moet zijn. Ik was bepaald niet van zins haar te bewonderen (...) maar ik moest wel merken dat ze een ongewone combinatie van symmetrie, schittering en gratie bezit.'[1] Lady Susan gedraagt zich koud tegenover haar dochter, voor wie ze weinig of geen liefde voelt. Ze noemt haar 'een dom kind' 'dat niets heeft wat in haar voordeel spreekt'[2]. Mogelijk baseerde Jane Austen het personage op een moeder van haar buren, de mooie Mrs. Craven. Zij behandelde haar dochters wreed: ze sloot hen op, sloeg hen en hongerde hen uit, totdat ze wegliepen of beneden hun stand trouwden om aan hun moeder te ontsnappen[3].
- Frederica Vernon is de dochter van Lady Susan. Ze wordt onderdrukt door haar moeder en is erg verlegen. Pas in de loop van het verhaal kan de lezer merken dat ze niet dom en eigenwijs is, maar charmant en verstandig. Haar vriendelijke natuur staat haaks op Lady Susans omkoopbare zelfzucht. Frederica is niet zo mooi als haar moeder, maar heeft een zachte en delicate schoonheid, die haar - samen met haar duidelijke gevoelens van dankbaarheid - aan de Vernons verbindt.
- Catherine Vernon is de schoonzus van Lady Susan, die al snel doorheeft hoe erg Catherine Vernon een hekel aan haar heeft. Desondanks geeft Lady Susan toe dat ze 'goed opgevoed is' en 'de indruk geeft van een modieuze vrouw'. Catherine Vernon voelt veel meer liefde en bezorgdheid voor Frederica dan Lady Susan voelt. Ze klaagt regelmatig over Lady Susans verwaarlozing van haar dochter.
- Charles Vernon is de gedweeë man van Catherine Vernon, die toestaat dat Lady Susan in zijn huis verblijft.
- Reginald De Courcy is de broer van Catherine Vernon. Hij is mooi, vriendelijk, warm en open, maar ook lichtgelovig. Catherine Vernon schrijft aan haar moeder: 'O Reginald, wat is je oordeel geknecht!'[4]
- Lady De Courcy is de moeder en vertrouwelinge van Catherine Vernon. Lady de Courcy vertrouwt op het oordeel van haar zus en maakt zich zorgen over Lady Susans bedotting van Reginald.
- Alicia Johnson is de intieme vriendin van Lady Susan. Aan haar maakt ze haar werkelijke plannen openbaar. Ze heeft eenzelfde immorele manier van denken en voelt zich geknecht in haar huwelijk met een verstandige man die ze niet liefheeft. Lady Susan beschrijft haar man als: 'net oud genoeg om stijf en onhandelbaar te zijn en jicht te hebben - te oud om aangenaam te zijn en te jong om te sterven.'[5] Ze heeft verder niets te doen en geniet van het luisteren naar en voorstellen doen voor Lady Susans manipulatieve plannetjes.

## Analyse
Hoewel het thema, gecombineerd met de focus op karakterstudie en morele vragen lijkt op Jane Austens grote romans, ziet het er toch heel anders uit. Lady Susan heeft weinig gemeen met de meeste 19e-eeuwse helden. Zij is een egoïstische en gewetenloze vrouw die zich voornamelijk bezighoudt met allerlei spelletjes. Daarmee is ze totaal anders dan andere hoofdpersonen uit romantisch proza. Ze heeft een actieve rol en is niet alleen mooi, maar ook intelligent en gevat, dit laatste ondanks het feit dat ze maar een beperkte opleiding heeft genoten. Daarnaast zijn haar minnaars duidelijk jonger dan zijzelf. In de meeste romans uit haar tijd huwt een wat oudere man een jong meisje, zoals dat ook in Sense and Sensibility en Emma gebeurt, waarin respectievelijk Marianne en Emma een zestien jaar oudere man trouwen. Al eindigt Lady Susan met de traditionele overwinning van het goede, ze wordt minder zwaar gestraft dan Maria Bertram uit Mansfield Park.
Jane Austen gebruikte de briefvorm vaker: Sense and Sensibility was oorspronkelijk eveneens een briefroman en haar beroemdste werk Pride and Prejudice mogelijk ook. Lady Susan is beslist geen "flat character": haar gedrag verandert mee met de geadresseerde van haar brieven. Ook uit de brieven die Lady Susan zelf ontvangt wordt een deel van haar karakter duidelijk, namelijk de wijze waarop ze wordt gezien door anderen.

## Verfilming
In 2016 werd deze roman verfilmd onder de titel Love and Friendship.